# Websense
Websense är ett företag baserat i San Diego i USA, grundat 1994 och börsnoterat på Nasdaq. Den huvudsakliga produkten är mjukvara, också den kallad Websense, som blockerar åtkomst till Internetsidor enligt vissa kategorier av innehåll. 
Administratören av ett nätverk kan med mjukvaran kontrollera vilka delar av Internet som användarna får tillgång till. Blockeringarna kan till exempel omfatta webbsidor som innehåller skadlig kod eller berör ämnen som anses olämpliga. Administratören väljer från en lista med fördefinierade kategorier. Några exempel är olika grader av sexuellt innehåll, religion, abortfrågor, droger, våld, opinionsbildande frivilligorganisationer och utbildning.
Företaget anger tre syften med sådan blockering: att undvika juridiskt ansvar för olagligt innehåll, begränsa bandbreddsåtgången och öka produktiviteten.
Mjukvaran innehåller inte bara blockeringsfunktioner, utan ger också administratören möjligheter att spåra och analysera Internetanvändningen på individnivå.
Företaget omsatte 2007 258 miljoner dollar.

## Kritik
Människorättsorganisationer och förespråkare för yttrandefrihet hävdar att Websense underlättar censur i länder med begränsade demokratiska rättigheter. Även i Sverige har kritik framförts mot användningen inom offentlig sektor, dels för att det har hänt att företaget kategoriserat Internetinnehåll felaktigt, dels genom att censuren i sig ifrågasatts.